# Ariane et Barbe-Bleue (Oper)
Ariane et Barbe-Bleue ist eine Oper von Paul Dukas aus dem Jahr 1907. Der Text entstammt Maurice Maeterlincks gleichnamigem Drama (1901), mit geringfügigen Änderungen durch den Komponisten.

## Handlung
Die Handlung der Oper basiert auf dem bekannten Volksmärchen über Herzog Blaubart, der zur Brautschau auszieht und – nach der Version der Brüder Grimm – nacheinander drei Töchter eines Mannes umwirbt. Allen gibt er bei seiner Abreise die Schlüssel des geräumigen Schlosses und erlaubt ihnen, sich umzusehen und alle Räume zu öffnen – bis auf einen. Die ersten beiden Schwestern können der Versuchung nicht widerstehen, hinter die Tür zu schauen, und erblicken nach dem großartigen Reichtum, der in allen übrigen Räumen angehäuft war, einen entsetzlichen Fund: Die leblosen Körper ihrer Vorgängerinnen, die enthauptet in einem Blutbottich schwimmen. Blaubart entdeckt die beiden älteren Schwestern und bestraft sie ob ihres Ungehorsams mit demselben Schicksal. Die dritte Tochter schließt ebenso die verbotene Tür auf, legt jedoch die Glieder ihrer Schwestern wieder aneinander, so dass sie gesunden. Als Blaubart heimkehrt, kann die dritte Tochter ihn überlisten und die beiden Schwestern in einen Korb setzen, den Blaubart zu den Eltern der Töchter tragen muss, unter Beobachtung der dritten Tochter. Sobald der Herzog aber den Korb absetzen will, rufen ihm die Schwestern gleich zu, dass er weitergehen soll. Schließlich schleppt sich der Herzog an seiner Last zu Tode.
In der Version von Dukas’ Oper bekommt die dritte Tochter einen Eigennamen, Ariane. Damit bringt Maurice Maeterlinck in seinem Libretto das Märchen von Blaubart mit dem Ariadne-Mythos zusammen. Ariadne ist in der griechischen Mythologie die Geliebte Theseus’, die ihm mit Hilfe des nach ihr benannten Fadens, durch den er wieder aus dem Labyrinth findet, zum Sieg über den menschenopferverschlingenden Minotaurus verhilft; sie wird jedoch von Theseus schlafend auf der Insel Naxos zurückgelassen, wo sie von Dionysos/Bacchus gefunden wird, der sich mit ihr vereint. In die Figur der Ariane lässt Maeterlinck auch die Erfahrung seines Lebens an der Seite seiner willensstarken Gefährtin, der Sängerin Georgette Leblanc, einfließen. Die Handlung ist äußerlich eher undramatisch; sie besteht eher in Prozessen innerer Art, die durch das Orchester sehr differenziert geschildert werden. Ariane wird von Anfang an als über den Ereignissen stehend charakterisiert, ihr heldenhafter Gleichmut lässt an die rätselhafte Attitüde der Mélisande in Debussys Pelléas et Mélisande denken.
Im Gegensatz zu der sie begleitenden Amme legt Ariane keinen Wert auf die Flut von Saphiren, Perlen und Diamanten, die aus jedem der sechs Tore in der riesigen Vorhalle der Burg hervorströmt. Erst in der letzten, der siebenten Kammer sieht sie ihre Vorahnungen erfüllt: Arianes fünf Vorgängerinnen, alles einzelne Frauenschicksale, die durch ihre Namen als Frauenfiguren aus früheren Dramen Maeterlincks zu erkennen sind, sind in einem Verlies gefangen und schmachten dem Tod entgegen. Ariane muss feststellen, wie passiv sich die Frauen verhalten; sie sucht und findet einen Ausgang aus dem Verlies, aus dem sie die Frauen ans Tageslicht führt. Gleichzeitig kommt Blaubart von seiner Reise zurück. Die aufgebrachte männliche Dorfbevölkerung will nicht länger mit ansehen, wie der Herzog ihnen ihre Frauen wegnimmt, und braucht nur einen Anstoß, um das Schloss zu stürmen. Als Ariane jedoch entscheiden soll, ob sie den schwer verwundeten Blaubart töten oder lebendig lassen soll, entscheidet sie sich dafür, ihn nicht der endgültigen Gewalt der Dörfler zu überlassen. Sie fühlt, dass Blaubart im Moment seiner Niederlage bereits gestorben ist. Den fünf Frauen bietet sie endlich die Freiheit an – doch diese sind unfähig, sich loszureißen: Sie sind bereits untrennbar mit Blaubart verbunden. Ariane kann sich als einzige aus seiner Macht befreien; sie wünscht den fünf Frauen Glück („Soyez heureuses“) und geht.

## Gestaltung
Anders als in Béla Bartóks Oper Herzog Blaubarts Burg (1911) steht bei Dukas nicht die Auseinandersetzung zwischen Blaubart und seiner Ehefrau im Vordergrund, sondern eher die Emanzipation Arianes als Frau. Die Tonsprache des durchkomponierten Stücks, eine Mischung romantischer und impressionistischer Klangmittel, mit deutlichen Bezügen zum Musikdrama Wagners, zeichnet sich vor allem durch orchestral sensibel nuancierte Anpassung der Musik an die darzustellenden Charaktere und Stimmungen aus.

### Instrumentation
Die Orchesterbesetzung der Oper enthält die folgenden Instrumente:
- Holzbläser: drei Flöten (2. und 3. auch Piccolo), zwei Oboen, Englischhorn, zwei Klarinetten, Bassklarinette, drei Fagotte, Kontrafagott oder Kontrabass-Sarrusophon
- Blechbläser: vier Hörner, drei Trompeten, drei Posaunen, Tuba
- Pauken, Schlagzeug (4 Spieler): große Trommel, Becken, Triangel, Tamburin, Rührtrommel, Glöckchen, Celesta, Glocke in b, Tamtam
- zwei Harfen
- Streicher

## Werkgeschichte
Die Uraufführung der Oper fand am 10. Mai 1907 an der Pariser Opéra-Comique statt. Die männliche Titelrolle sang Félix Vieuille. Regie führte Albert Carré, und das Bühnenbild stammte von Jucien Jusseaume.
Vertreter der Zweiten Wiener Schule haben sich begeistert über das Werk geäußert. Das Werk wurde jedoch nie besonders populär und blieb Dukas’ einzige Oper. Erst in letzter Zeit fanden wieder vermehrt Aufführungen statt, z. B. an der Hamburgischen Staatsoper (1997; musikalische Leitung Ingo Metzmacher), am Opernhaus Zürich (2005; musikalische Leitung: John Eliot Gardiner, Inszenierung: Claus Guth), im Konzerthaus Wien (konzertant, Mai 2006; musikalische Leitung: Bertrand de Billy) und an der Oper Frankfurt (2007; Musikalische Leitung: Paolo Carignani/Erik Nielsen, Inszenierung: Sandra Leupold).